# Chiesa di San Giovanni Battista (Val Brembilla)
La chiesa di San Giovanni Battista è la parrocchiale di Brembilla, frazione-capoluogo del comune sparso di Val Brembilla, in provincia e diocesi di Bergamo; fa parte del vicariato di Brembilla-Zogno.

## Storia

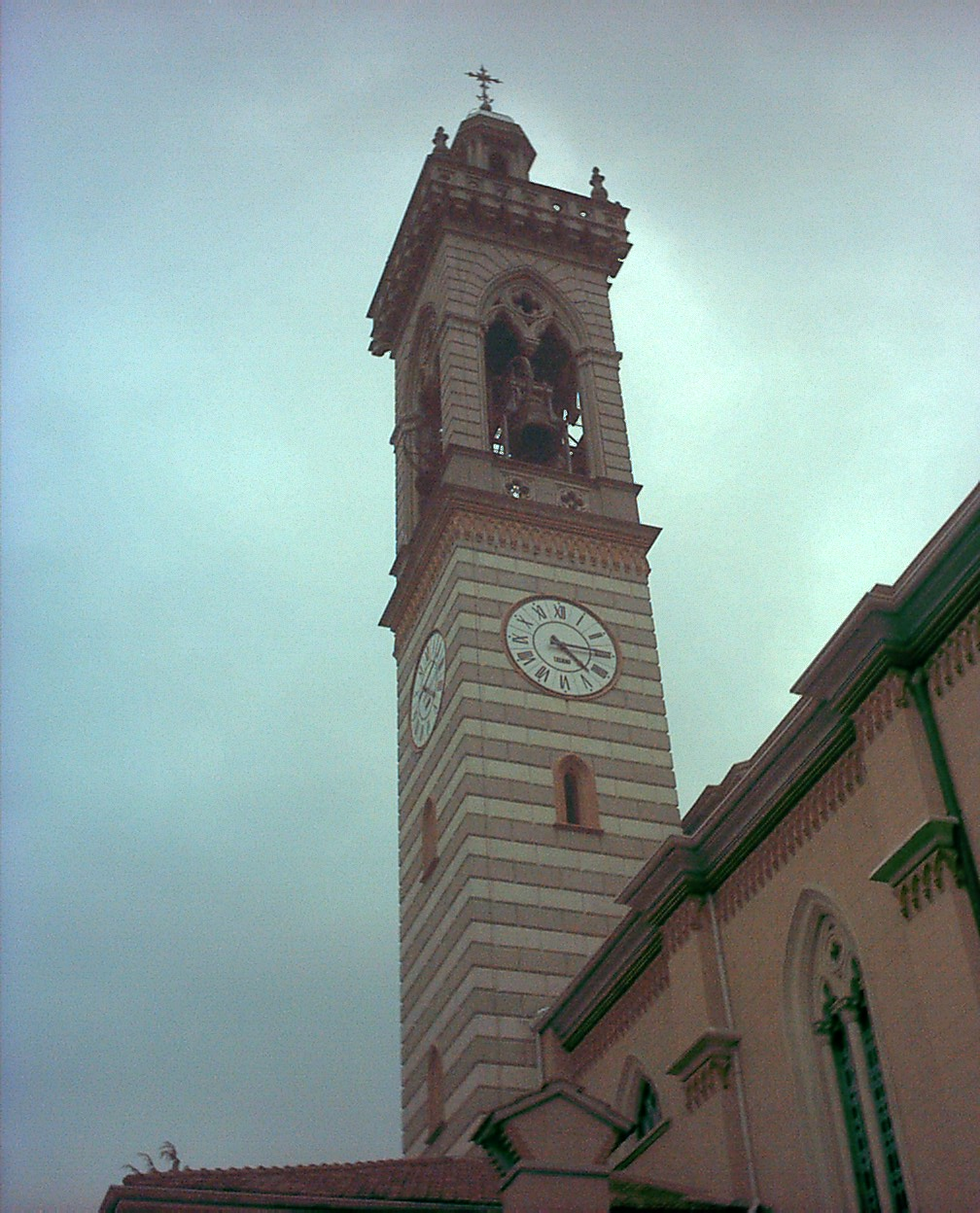
Il campanile

La primitiva chiesa frequentata dai fedeli di Brembilla era situata presso la frazione Laxolo. Nel XV secolo detto edificio fu completamente distrutto durante una battaglia con i veneziani che distrussero parte della località che nascondeva molti ghibellini che rifiutavano obbedienza alla nuova repubblica ma che continuavano a sostenere i Visconti. Si decise, quindi, di riedificare la chiesa in un luogo diverso, nell'odierno paese di Brembilla. 
Dalla relazione della visita pastorale diocesana del 1575 dell'arcivescovo di Milano Carlo Borromeo, s'apprende che la chiesa era filiale della pieve di Almenno San Salvatore. In un documento del 1666 la chiesa di San Giovanni Battista è citata come di Laxolo anche se si trovava a Brembilla poiché quella precedente era situata in quella borgata. Nel XVII secolo la parrocchia di Brembilla passò dalla vicaria di Almenno a quella di Berbenno, nel 1822 venne ceduta alla vicaria di Villa d'Almè, per poi essere a capo di un nuovo vicariato a partire dal 1906. 
Il 14 aprile 1885 venne posta la prima pietra della nuova parrocchiale, progetto di Elia Fornoni, a opera del capo mastro Francesco Gervasoni, che fu terminata nel 1888. La sua consacrazione venne impartita il 22 novembre 1896 dal vescovo Gaetano Camillo Guindani. Tra il 1906 ed il 1907 fu eretto il nuovo campanile e nel 1920 la ditta Piccinelli rifece l'organo. Nel 1902 fu definitivamente distrutta l'antica chiesa, fu mantenuto solo l'antico abside che fu trasformata in cappella degli Angeli custodi.
Il 28 giugno 1971 la vicaria di Brembilla venne soppressa e la chiesa aggregata alla zona pastorale V, salvo poi passare nel 1971 al neo-costituito vicariato di Brembilla-Zogno. Nel 1986 la parrocchia di Camorone venne unita a quella di Brembilla, che fu contestualmente ridenominata di San Giovanni Battista e della Presentazione di Maria Santissima al Tempio.
La chiesa conserva la statua marmorea di Francesco Albera raffigurante il santo patrono.

## Descrizione
La chiesa di San Giovanni con i suoi 54 m. di larghezza e 22 m. di altezza è la chiesa più grande della valle Brembana. Anche la torre campanaria di 67 mt. è la più alta della valle. Il sagrato conserva una cartina che riproduce quelle che erano le dimensioni dell'antica chiesa distrutta per la costruzione della chiesa nuova.